# Marko Mihajlovic
Marko Mihajlovic, född 20 augusti 1987 i Foča, Bosnien och Herzegovina, SFR Jugoslavien, är en bosnisk fotbollsspelare.
Mihajlovic spelar för Sloga Kraljevo. Han har tidigare spelat för bland annat Hammarby IF i Superettan. 

## Karriär
Mihajlovic inledde sin fotbollskarriär i FC Belgrad, och innan flyttlasset gick till Sverige spelade han även för FK Novi Sad den serbiska högstaligan. 2010 kom han till Sverige och började spela för Dalkurd FF. Därefter blev det spel i Umeå FC, vilka han var med om att föra upp i Superettan.
I juli 2013 värvades Mihajlovic av IK Brage, vilka han skrev kontrakt med säsongen ut samt med option för förlängning. I november 2013 skrev han på ett tvåårskontrakt med option på ytterligare två år med Hammarby IF. Han spelade sin första match för Hammarby i november 2013 mot Vasalunds IF, en träningsmatch där han gjorde lagets båda mål på nick vid hörnor. Mihajlovic spelade 10 matcher i Superettan under Hammarbys uppflyttningssäsong 2014.
Den 29 juni 2015 meddelade Hammarby att Mihajlovic lämnade klubben då han inte fått någon speltid under säsongen. Den 5 augusti 2015 anslöt Mihajlovic till Syrianska FC, där han skrev på ett kontrakt säsongen ut med option på förlängning. Efter säsongen skrev han på för den georgiska klubben Dinamo Batumi.